# Rodolfo Massi
Rodolfo Massi (Corinaldo, 17 de setembro de 1965) é um ex-ciclista italiano que foi profissional entre 1987 e 2003. Ele terminou em último lugar no Tour de France 1990.